# Calle de Pedro de Cartagena
La calle de Pedro de Cartagena es una vía pública de la ciudad española de Sagunto.

## Descripción
La vía discurre desde la calle del Castillo hasta la confluencia de la de Pelayo con la del Teatro Romano. Se llamó «calle de Queralt» porque moraba allí una persona de ese apellido, pero con el título actual honra a un médico del siglo XVI. Aparece descrita en el Nomenclator de las calles, plazas y puertas antiguas y modernas de la ciudad de Sagunto (1901) de Antonio Chabret y Fraga con las siguientes palabras:

Pedro de Cartagena (calle de). Empieza en la calle del Castillo y desemboca en la de Pelayo. Antes de esta denominación se llamaba calle de Queralt, apellido de uno de sus habitantes, cuya familia aún tiene descendientes. El nombre actual es moderno, y se quiso perpetuar en él la memoria de un médico saguntino del siglo XVI, que escribió sobre la peste.
(Chabret y Fraga, 1901, p. 76)